# Abantiades cephalocorvus
Abantiades cephalocorvus — вид метеликів родини тонкопрядів (Hepialidae). Описаний у 2020 році.

## Поширення
Ендемік Австралії. Поширений в Західній і Південній Австралії в регіоні Налларбор.

## Опис
Відомий лише з двох зразків самців. Самиці та личинки невідомі. Дорослі самці молі мають коричневі передні крила з дрібними темнішими позначками і двома білими смугами. Задні крила однотонно коричневі. Розмах крил становить 15 см.